# غايا (الهند)
غايا هي مدينة تاريخية ومزار سياحي مهم في ولاية بهار الهندية.